# هيرومي ياماموتو
هيرومي ياماموتو (باليابانية: 山本宏美؛ بالكانا: やまもと ひろみ) هي متزلجة يابانية، ولدت في 21 أبريل 1970 في شيراوي في اليابان.

## وصلات خارجية
- هيرومي ياماموتو على موقع SpeedSkatingBase.eu (الإنجليزية)
- هيرومي ياماموتو على موقع SpeedSkatingNews.info (الإنجليزية)
- هيرومي ياماموتو على موقع SpeedSkatingStats.com (الإنجليزية)
- هيرومي ياماموتو على موقع اللجنة الأولمبية الدولية (الإنجليزية)
- هيرومي ياماموتو على موقع أوليمبيديا (الإنجليزية)